# Zygote-Prozess
Der Zygote-Prozess ist der Betriebssystemprozess in Android, der das „Forking“ übernimmt (ein grundlegendes Konzept in Unix-ähnlichen Betriebssystemen, das es einem Prozess ermöglicht, einen identischen Klon, auch "Kindprozess" genannt, von sich selbst zu erzeugen). Der Prozess ist der erste Prozess, der beim Starten des Betriebssystems gestartet wird.

## Forking
Zygote ermöglicht einen schnellen und effizienten Start von Anwendungen durch die Nutzung der Forking-Funktion, die von der Implementierung der Copy-on-Write-Ressourcenverwaltungstechnik des Linux-Kernels abgeleitet ist, bei der der Prozess alle Klassen und Ressourcen, die eine Anwendung zur Laufzeit benötigen könnte, in den Systemspeicher vorlädt und auf Anforderungen zum Starten neuer Anwendungen wartet. Zygote verzweigt den Prozess, wenn eine Anwendung gestartet werden soll, indem es Teile der Speicherseite des neuen Prozesses auf die Speicherseite des Elternprozesses überträgt und nur dann Kopien erstellt, wenn der neue Prozess auf eine Speicherseite schreibt.

## Sicherheit
Im Jahr 2023 wurde bekannt, dass Schadsoftware durch eine Sicherheitslücke im Zygote reservierten Speicherbereich verankern konnte. Dadurch konnte Schadsoftware mit höheren Berechtigungen in andere SELinux-Kontexte übergehen sowie Modul Nutzerkennungen ändern.